# Masakra w Đắk Sơn
Masakra w Đắk Sơn – zbrodnia wojenna popełniona przez Vietcong 5 grudnia 1967 roku, podczas wojny wietnamskiej, we wsi Đắk Sơn, w prowincji Đắk Lắk w Wietnamie Południowym.

## Tło sytuacyjne
Đắk Sơn było zamieszkane przez Degarów, przedstawicieli mniejszości etnicznej żyjącej na obszarze środkowego Wietnamu, która zdecydowanie opierała się wpływom komunistów z północy. W miesiącach poprzedzających masakrę w rejonie tej miejscowości często dochodziło do starć pomiędzy Vietcongiem a lokalnymi bojówkami samoobrony. W Đắk Sơn znalazło schronienie blisko 800 osób, które uciekły z okolicznych wsi opanowanych przez komunistyczną partyzantkę. Przedtem miejscowość była zamieszkana przez ok. 2000 ludzi. Dowództwo Vietcongu oskarżało mieszkańców Đắk Sơn o wspieranie Amerykanów i postanowiło, że wieś musi zostać ukarana, aby jej los był przykładem dla wszystkich Wietnamczyków.

## Przebieg masakry
W godzinach nocnych 5 grudnia 1967 roku dwa bataliony Vietcongu zaatakowały Đắk Sơn, podpalając domy przy użyciu miotaczy ognia i wysadzając je granatami ręcznymi. Niektórzy partyzanci podczas pacyfikacji mieli krzyczeć „Synowie Ameryki!”. Część ofiar spłonęła żywcem we własnych domach. Mieszkańcy, którzy mieli w chatach wejścia do podziemnych tuneli, próbowali się tam ukrywać, ale często kończyło się to uduszeniem dymem. Ludzie, którzy podjęli próbę ucieczki ze wsi, byli zabijani przez bojowników Vietcongu ogniem karabinów i pistoletów maszynowych. Po spaleniu wszystkich zabudowań partyzanci prawdopodobnie porwali ocalałych mieszkańców; ich los pozostaje nieznany. W masakrze zginęło od 200 do 252 cywilów.

## Galeria

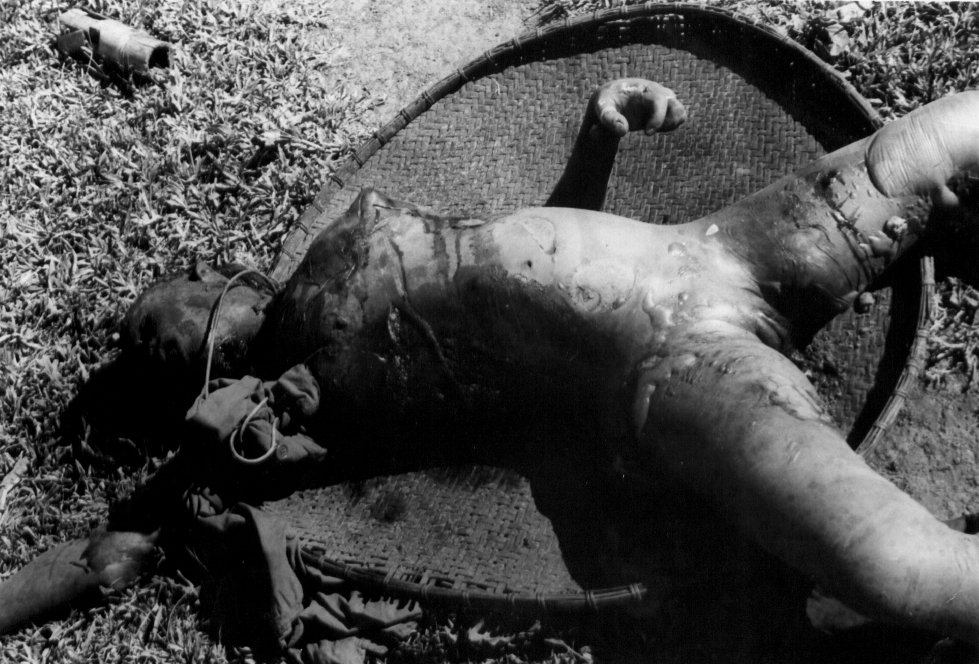
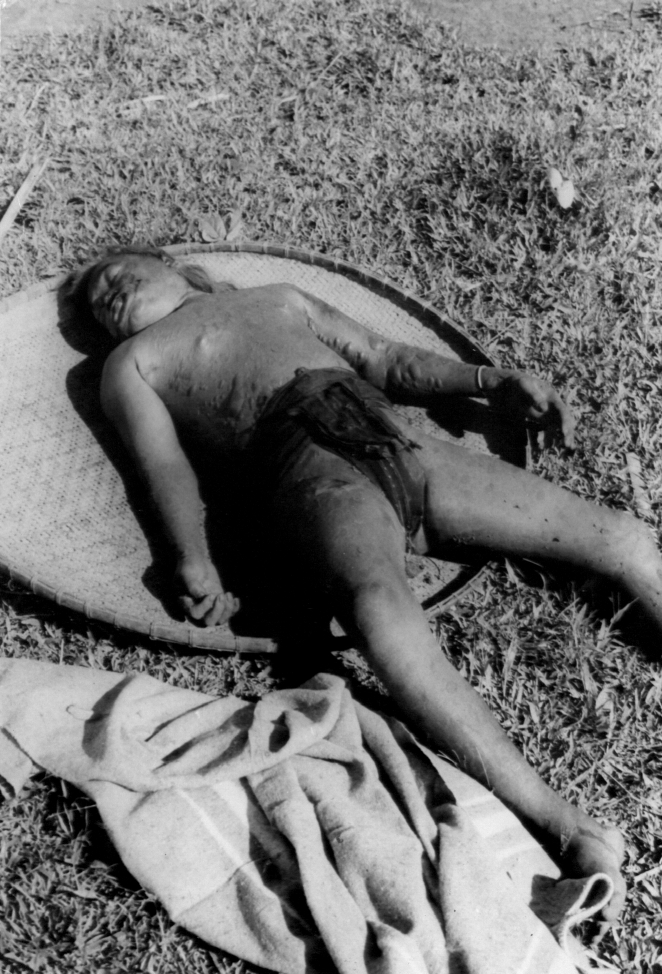
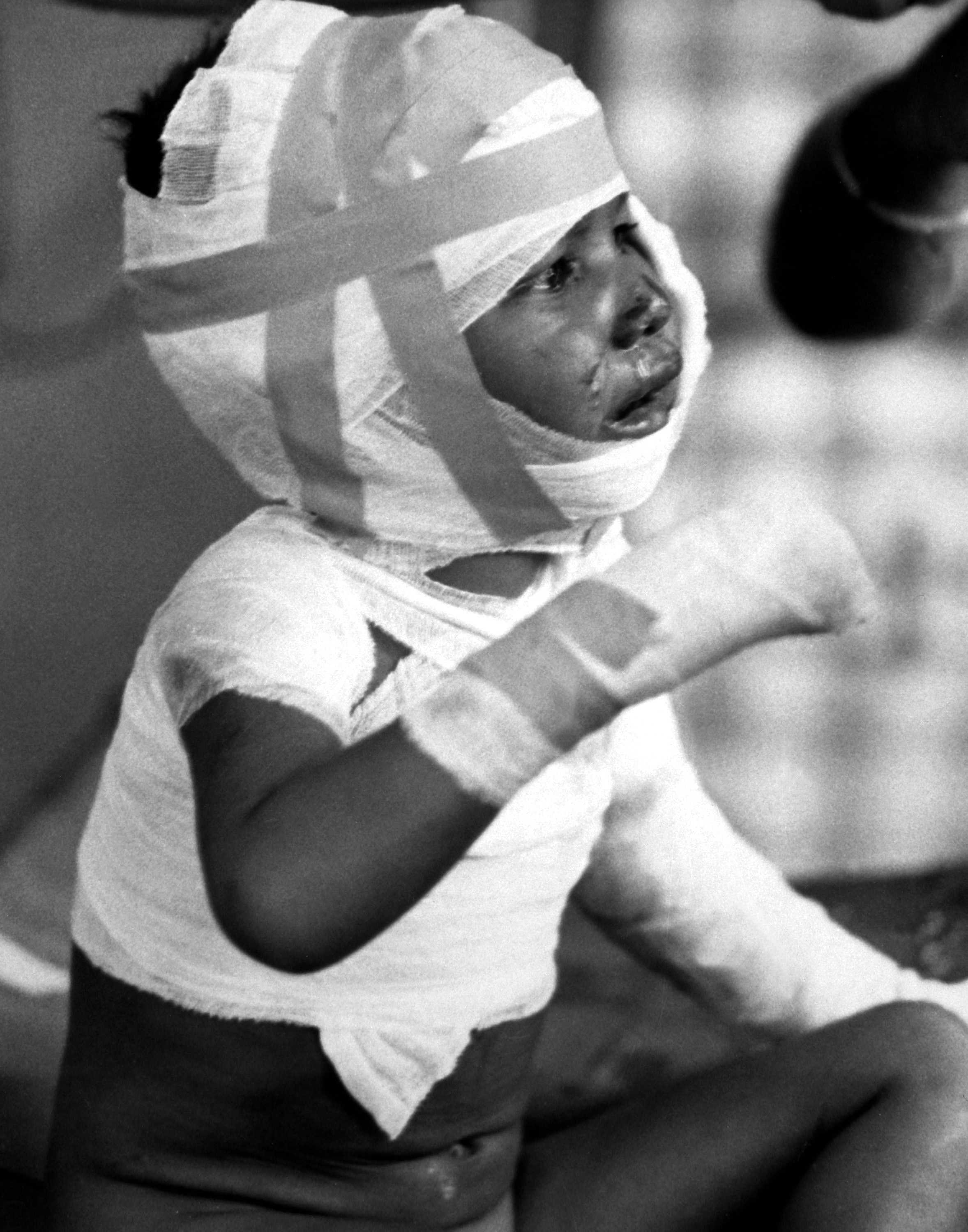